# Кристин (Северна Дакота)
Кристин (енгл. Christine) град је у америчкој савезној држави Северна Дакота.

## Демографија
По попису из 2010. године број становника је 150, што је 3 (-2,0%) становника мање него 2000. године.
| Група             | 2000.       | 2010.       |
| Белци             | 152 (99,3%) | 144 (96,0%) |
| Афроамериканци    | 0 (0,0%)    | 0 (0,0%)    |
| Азијати           | 0 (0,0%)    | 2 (1,3%)    |
| Хиспаноамериканци | 0 (0,0%)    | 4 (2,7%)    |
| Укупно            | 153         | 150         |